# Стэнтон, Габриэль
Габриэль Стэнтон (англ. Gabrielle Stanton, родилась в 1968 году, Саут-Ориндже, штат Нью-Джерси) — американская сценаристка и продюсер. Наиболее известна своими работами над сериалами канала ABC «Анатомия страсти» и «Дурнушка», над проектом канала The CW «Флэш», а также над телесериалом «Тайны Хейвена», телеадаптацией произведения Стивена Кинга от канала Syfy.

## Биография
Габриэль Стэнтон закончила частную школу для девочек Кент-Плейс в Саммите, штат Нью-Джерси, и Барнард-колледж на Манхэттене, после чего до 1991 года работала в нью-йоркском офисе Public Broadcasting Service в должности координатора национальной рекламы. В 1992 году она стала помощницей Джорджа Зелума, сценариста и продюсера фильма «Парень из Энсино», а в 1998 году появилась в небольшой роли в фильме «Фан-клуб» — она и её будущий соавтор Гарри Верксман сыграли персонажей Габриэль и Гарри соответственно. В том же году она дебютировала на телевидении: она писала сценарии для таких проектов как «Звёздный путь: Глубокий космос 9», V.I.P., а также «Земля: Последний конфликт», «На краю Вселенной», «Человек-невидимка» и «Veritas: В поисках истины» (в последних двух случаях также занимала должность одного из продюсеров). Также она написала телесценарий к телефильму «Долина смерти», после чего её пригласили в качестве сценариста в проект «Анатомия страсти» — её первыми работами стали сценарии к эпизодам «Как узнать чужой секрет?» и «Слишком много». Её работа над «Анатомией страсти» принесла ей номинацию на Прайм-таймовую премию «Эмми» (она и другие члены съёмочной группы номинировались в 2006 и 2007 года в категории «Лучший драматический сериал») и Премию Гильдии сценаристов США (победа в категории «Лучший сценарий нового сериала»). В 2007 году Стэнтон начинает работать над сериалом «Дурнушка», став сценаристом 20 эпизода 1 сезона («Петрагейт») и продюсером восьми других эпизодов сериала. Вместе с другими членами съёмочной группы в 2007 году она вновь номинировалась на Прайм-таймовую премию «Эмми», на этот раз в категории «Лучший комедийный сериал».
Стэнтон также занималась проектом канала CBS «Лунный свет», для которого она написала сценарии к трём эпизодом, а также выступила сначала в качестве одного из, а затем и единственного исполнительного продюсера. После закрытия сериала в мае 2008 года она стала исполнительным продюсером телесериала «Касл» от канала ABC и продюсером-консультантом проекта The CW «Дневники вампира». Также Стэнтон была исполнительным продюсером телесериала «Врата».
После запуска проекта «Тайны Хейвена», телеадаптации произведения Стивена Кинга от канала Syfy, Стэнтон была назначена на пост шоураннера и оставалась в этой должности на протяжении всех пяти сезонов. Также она присоединилась к команде сценаристов супергеройского телесериала The CW «Флэш» и стала продюсером-консультантом последних пяти эпизодов первого сезона проекта. Также она, совместно с Эндрю Крайсбергом стала автором телесценария для финала сезона — «Достаточно быстро». С началом производства второго сезона Стэнтон была повышена до одного из шоураннеров и исполнительных продюсеров проекта. Она вновь стала соавтором телесценария Крайсберга, на этот раз эпизода «Человек, спасший Централ-сити» и соавтором основного сценария Брук Айкмайер для эпизода «Выход Зума». В конце 2015 года Стэнтон покинула проект по неуказанным причинам. До того, как присоединиться к сценаристам «Флэша» она написала сценарий к эпизоду родительского сериала «Доверяй, но проверяй».

## Личная жизнь
Габриэль Стэнтон родилась в семье юриста Джеймса Стэнтона, у неё есть сестра Лекси. В апреле 1991 года она и Гарри Верксман объявили о своём намерении пожениться. Церемония бракосочетания состоялась в июле 1991 года в часовне Нью-колледжа в Оксфордском университете, который закончил Верксман. Пара развелась в 2008 году.